# Fermat (cratère)
Fermat est un cratère d'impact lunaire situé sur la face visible de la Lune. Il se trouve à l'ouest de la longue falaise Rupes Altai et du cratère Polybius et au nord du cratère Pons. Ce cratère a un contour irrégulier mais assez bien conservé, bien qu'il soit coupé dans sa partie nord par le cratère satellite "Fermat A". Le plancher intérieur est plat sans crête ni pic central. 
En 1935, l'union astronomique internationale a donné le nom du mathématicien français Pierre de Fermat, (on lui doit notamment le principe de Fermat en optique) à ce cratère lunaire.

## Cratères satellites
Les cratères dit satellites sont de petits cratères situés à proximité du cratère principal, ils sont nommés du même nom mais accompagnés d'une lettre majuscule complémentaire (même si la formation de ces cratères est indépendante de la formation du cratère principal). Par convention ces caractéristiques sont indiquées sur les cartes lunaires en plaçant la lettre sur le point le plus proche du cratère principal. Liste des cratères satellites de Fermat : 
| Fermat | Coordonnées sélénographiques | Diamètre |
| ------ | ---------------------------- | -------- |
| A      | −21,8, 19,6                  | 17 km    |
| B      | −23, 21,1                    | 11 km    |
| C      | −21, 18,5                    | 14 km    |
| D      | −20,1, 18                    | 13 km    |
| E      | −19,9, 19,9                  | 7 km     |
| F      | −22,1, 20,2                  | 5 km     |
| G      | −19,4, 20                    | 7 km     |
| H      | −23,1, 20,7                  | 5 km     |
| P      | −23,6, 19,3                  | 37 km    |